# Helictopleurus neuter
Helictopleurus neuter là một loài bọ cánh cứng trong họ Bọ hung (Scarabaeidae).